# Колесніченко Сергій Володимирович
Сергі́й Володи́мирович Колесніче́нко (нар. 23 вересня 1981, м. Приморськ, Запорізька область, Українська РСР — пом. 16 березня 2015, с. Нижнє Лозове, Бахмутський район, Донецька область, Україна) — український військовослужбовець, розвідник, старший сержант Збройних сил України, учасник російсько-української війни.

## Життєвий шлях
Народився 1981 року в райцентрі Приморськ на Запоріжжі. 1999 закінчив Приморський ліцей, брав активну участь у становленні цього навчального закладу в його перші роки (ліцей відкрито 1996 року).
З листопада 1999 по березень 2000 проходив строкову службу на посаді стрільця у військовій частині 1482, а з березня 2000 по квітень 2001 — командира відділення в/ч 2418.
2002 року закінчив вище професійне училище № 40 м. Мелітополь.
У квітні 2006 вступив на військову службу за контрактом, яку проходив у 30-ій окремій механізованій бригаді, в/ч А0409, м. Новоград-Волинський, Житомирська область. Служив у розвідувальній роті на посаді старшого механіка-водія БМП; в листопаді 2006 призначений командиром відділення — командиром бойової машини; з липня 2008 до квітня 2009 — головний сержант 1-го розвідувального взводу.
Після закінчення контракту переїхав із сім'єю у Сквиру, на батьківщину дружини, але в лютому 2013 повернувся до своєї бригади в Новоград-Волинський.
Старший сержант, головний сержант взводу спостереження та технічних засобів розвідки розвідувальної роти 30-ї окремої механізованої бригади.
У зв'язку з російською збройною агресією проти України з липня 2014 виконував завдання на території проведення антитерористичної операції. Дістав травму під час бою в Степанівці, але відмовився від госпіталізації. Взимку 2015 брав участь у боях за Дебальцеве, — 9 лютого був у складі групи розвідроти, яка першою зайшла до села Логвинове, між Дебальцевим і Бахмутом. Після того як сили АТО залишили Дебальцеве, виконував завдання із розвідки та наведення артилерії, виявляв вогневі позиції противника тощо.
Під час березневої відпустки збирався подати документи на вступ до Житомирського військового інституту.
16 березня 2015 розвідники на автомобілі УАЗ, повертаючись після виконання бойового завдання, близько 14:00 підірвались на протитанковій міні поблизу села Нижнє Лозове (за іншими джерелами — Семигір'я) Бахмутського району. Тоді загинули старший лейтенант Михайло Шабля та старший сержант Сергій Колесніченко, ще двоє бійців зазнали контузії.
|                                                   | «Сергій був високоінтелектуальною людиною, міг спілкуватися на будь-які теми, розпочинаючи маркетингом і закінчуючи зоряними системами і космосом. Був гарним ІТ-фахівцем, спеціалістом у коректуванні артилерії та визначенні координат. Особисто навчав бійців роти орієнтуватися на місцевості, визначати місцезнаходження за допомогою технологій. Стриманий у бойових умовах, він продумував на кілька ходів вперед, що потрібно зробити, щоб обманути ворога. Був сміливим, але не відчайдушним. Якщо він ставав на чолі, я був впевнений, що бійці повернуться живими. Сергій виконував завдання на найвищому рівні, з таким професіоналізмом, який навіть офіцерам важко й уявити. Він був лідером, якого поважали, людиною з великої літери» |
| — Микола Верпета, начальник розвідки 30-ї бригади | |

19 березня у Новограді-Волинському прощались із загиблими бійцями 30-ї бригади. Похований на Алеї Слави Центрального кладовища м. Новоград-Волинський.
Без Сергія лишилися мати Сухно Катерина Володимирівна, дружина Тетяна Олександрівна, син Максим 2009 р.н. та син дружини від першого шлюбу, для якого Сергій став батьком. Тетяна після смерті чоловіка також вирішила піти служити в 30-ту ОМБр.

## Нагороди та вшанування
- Указом Президента України № 270/2015 від 15 травня 2015 року — за особисту мужність і високий професіоналізм, виявлені у захисті державного суверенітету та територіальної цілісності України, вірність військовій присязі, — нагороджений орденом «За мужність» III ступеня (посмертно)[4].
- 1 вересня 2015 на будівлі Приморського регіонального українсько-болгарського багатопрофільного ліцею II-ІІІ ступеню встановлено меморіальну дошку на честь загиблого випускника ліцею Сергія Колесніченка[5][6].